# Laukhuff
Laukhuff fue una empresa dedicada a la construcción de órganos siendo considerada la mayor vendedora de piezas y repuestos para tal instrumento. Fue fundada en 1823 en la ciudad de Weikersheim, Alemania por Martin Andreas Laukhuff, quién trabajó y se formó en el oficio con Johann Eberhard Walcker y su hijo Eberhard Friedrich de la firma alemana Walcker Orgelbau, la empresa rápidamente ganó fama por su excelencia en la construcción de órganos. La firma pasó por diversas dificultades: tras la Segunda Guerra Mundial debido a los destrozos de la guerra sus propietarios tuvieron que reconstruir la firma. Sin embargo en el siglo XXI la empresa tuvo varias dificultades financieras, y terminó por cesar sus operaciones en 2021.

## Historia
Laukhuff fue fundada en 1823 en Weikersheim, Alemania por Martin Andreas Laukhuff, quien aprendió el oficio con Johann Eberhard Walcker y su hijo Eberhard Friedrich para la empresa alemana Walcker Orgelbau, la firma rápidamente obtuvo una buena reputación en la construcción de órganos. Los tres hijos de Martin, August, Andreas y Adolf Laukhuff, continuaron el negocio, cada uno contribuyendo de forma única a su desarrollo: August se especializó en producir piezas y repuestos de órgano, Andreas en gestión empresarial y Adolf en aspectos artísticos. Para el siglo XIX, la empresa había expandido su alcance internacional. Andreas Laukhuff estandarizó y catalogó las piezas de órgano, lo que le valió el título de Consejero Comercial por su labor.
Después de la Segunda Guerra Mundial, Otto y Wilhelm Laukhuff se vieron en la tarea de reconstruir la empresa tras la destrucción causada por la guerra. En 1993 la empresa entregó el órgano más grande de Europa a la Basílica de Waldsassen. La empresa siguió siendo dirigida por descendientes de la familia: Hans-Erich y Peter Laukhuff, estuvieron al mando hasta 2011. Magnus Windelen asumió la dirección de 2012 a 2017, seguido por Tobias Schröter y Alexander Laukhuff, quienes dirigieron el negocio a partir de octubre de 2017. A pesar de declararse en concurso de acreedores en 2014, la empresa se reestructuró con éxito y reanudó sus operaciones ese mismo año. En 2017, se expandieron abriéndose en el rubro de fabricación de pianos de cola de Otto Heuss como también en la fabricación de piezas para pianos. Sin embargo, la empresa enfrentó nuevas dificultades financieras en 2021, sometiéndose a un procedimiento de protección legal, pero finalmente cesó sus operaciones el 30 de junio de 2021, tras no encontrar un inversor.